# Halloween
Halloween – zwyczaj związany z maskaradą, obchodzony w licznych krajach 31 października wieczorem. Odniesienia do Halloween są widoczne w kulturze popularnej, głównie amerykańskiej.
Halloween jest obchodzony najhuczniej w krajach anglosaskich, takich jak Stany Zjednoczone, Kanada, Irlandia, Australia i Wielka Brytania. Mimo że dzień nie jest świętem urzędowym, cieszy się największą popularnością po świętach Bożego Narodzenia. Zwyczaj obchodzenia Halloween pojawił się w Polsce w latach 90. XX wieku.
Głównym symbolem tradycji jest wydrążona i podświetlona od środka dynia z wyszczerbionymi zębami. Inne popularne motywy to duchy, demony, zombie, wampiry, czarownice, trupie czaszki, nietoperze, czarne koty, pajęczyny, Wilkołaki itp.

## Historia

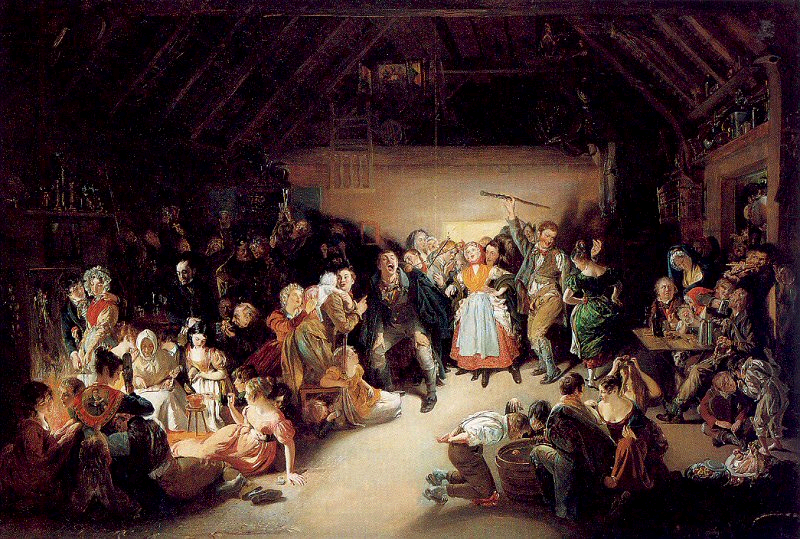
Obraz Daniela Maclise pokazujący zabawę z okazji Halloween w Blarney w Irlandii, 1832

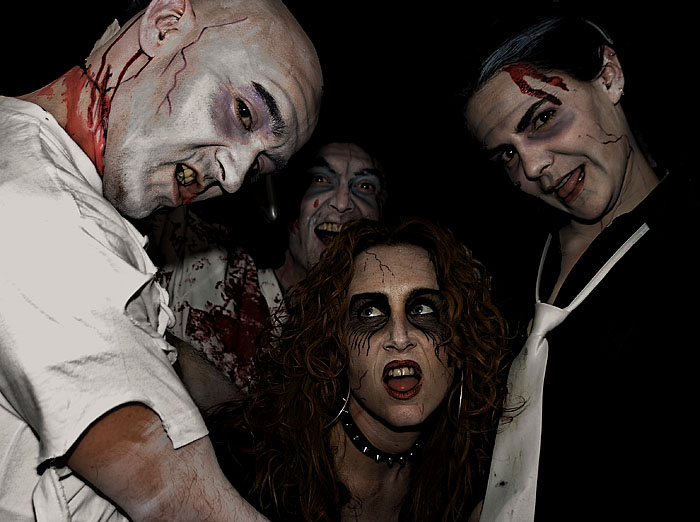
Osoby przebrane za potwory

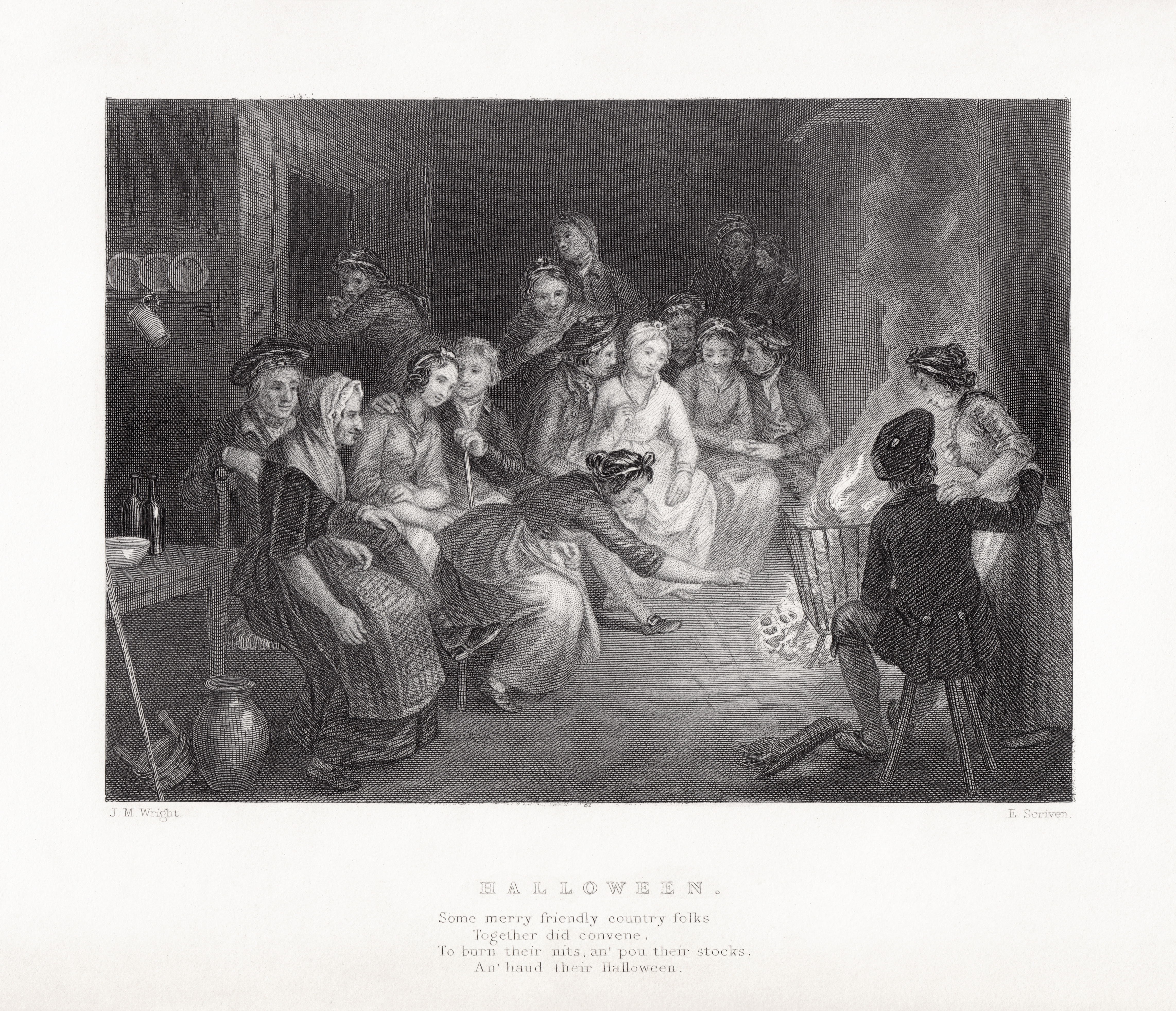
Ilustracja do wiersza Roberta Burnsa Halloween autorstwa J.M. Wrighta i Edwarda Scriven'a

Dokładna geneza Halloween nie jest znana. Może nią być rzymskie święto na cześć bóstwa owoców i nasion (Pomony) albo celtyckie święto na powitanie zimy.
Według tej drugiej teorii Halloween wywodzi się z obchodzonego w Europie północnej święta z okazji końca jesieni a początku zimy, znanego na terenach irlandzkich jako Samhain („koniec lata”), walijskich jako Nos Galan Gaeaf („wieczór zimowy”), anglosaskich jako Blodmonath („krwawy miesiąc”), nordyckich jako „zimowe noce”.  Z jednej strony był to czas radowania się minionymi zbiorami oraz powrotem bliskich do domów, z drugiej strony pojawiało się widmo zimy – czasu zmagań z głodem, chłodem i niedostatkiem światła słonecznego – w północnej Europie to zimą i wczesną wiosną umierało najwięcej ludzi.
Druidzi (kapłani celtyccy) wierzyli, iż w dzień Samhain zacierała się granica między zaświatami a światem ludzi żyjących, zaś duchom, zarówno złym, jak i dobrym, łatwiej było się przedostać do świata żywych. Wierzono, że bóg śmierci Samhain sprowadzał wtedy na ziemię dusze osób zmarłych w minionym roku, aby odpokutowały swoje występki. Ważnym elementem obchodów Samhain było palenie ognisk, które miały przyciągnąć duchy dobre, a odegnać duchy złe. Paleniska te były również wyrazem czci i wsparcia dla boga słońca i światła Luga, nad którym w tym czasie Samhain zaczynał zdobywać przewagę. Próbowano przebłagać Samhaina składając mu ofiary – także z ludzi. 
 Sądzi się, że właśnie z potrzeby odstraszania złych duchów wywodzi się zwyczaj przebierania się w owy dzień w dziwaczne stroje i zakładania masek. Symbolem święta Halloween były noszone przez druidów czarne stroje oraz duże rzepy, ponacinane na podobieństwo demonów.
Po 835 roku pod wpływem chrześcijaństwa zwyczaj zaczął zanikać, gdy uroczystość Wszystkich Świętych została przeniesiona z maja na 1 listopada.
W 998 roku zaś św. Odylon, francuski benedyktyn i przełożony opactwa w Cluny, ustanowił 2 listopada Dniem Zadusznym. W XIV wieku wspomnienie Wszystkich Wiernych Zmarłych zostało wprowadzone do liturgii rzymskiej i upowszechnione w całym Kościele.
Za sprawą protestantyzmu, tj. reformacji w Anglii, która zniosła zarówno doktrynę czyśćca i kult świętych, oba święta (Wszystkich Świętych i Dzień Zaduszny) zniknęły z większości terenów brytyjskich, a samo Halloween przetrwało tam jedynie w formie luźnych skojarzeń. 31 października kościoły protestanckie obchodzą Święto Reformacji.
Tymczasem w Irlandii przetrwały zarówno święto katolickie jak i pierwotne święto sezonowe. Irlandzcy imigranci sprowadzili tradycję do Ameryki Północnej w latach 40. XIX wieku.
31 października 1920 roku w mieście Anoka w stanie Minnesota odbyła się pierwsza w Stanach Zjednoczonych parada z okazji Halloween. Uczestnikami parady byli mieszkańcy przebrani w kolorowe stroje popularnych postaci. W kolejnych latach pochód organizowano corocznie 31 października. W roku 1937 Anokę ogłoszono światową stolicą Halloween.
W drugiej połowie XX wieku święto trafiło do zachodniej Europy, a po upadku żelaznej kurtyny pod koniec XX wieku to święto trafiło do środkowej i wschodniej Europy.

### Pochodzenie nazwy
Nazwa Halloween jest najprawdopodobniej skróconym All Hallows' E’en, czyli wcześniejszym „All Hallows' Eve” – wigilia Wszystkich Świętych.

## Zwyczaje

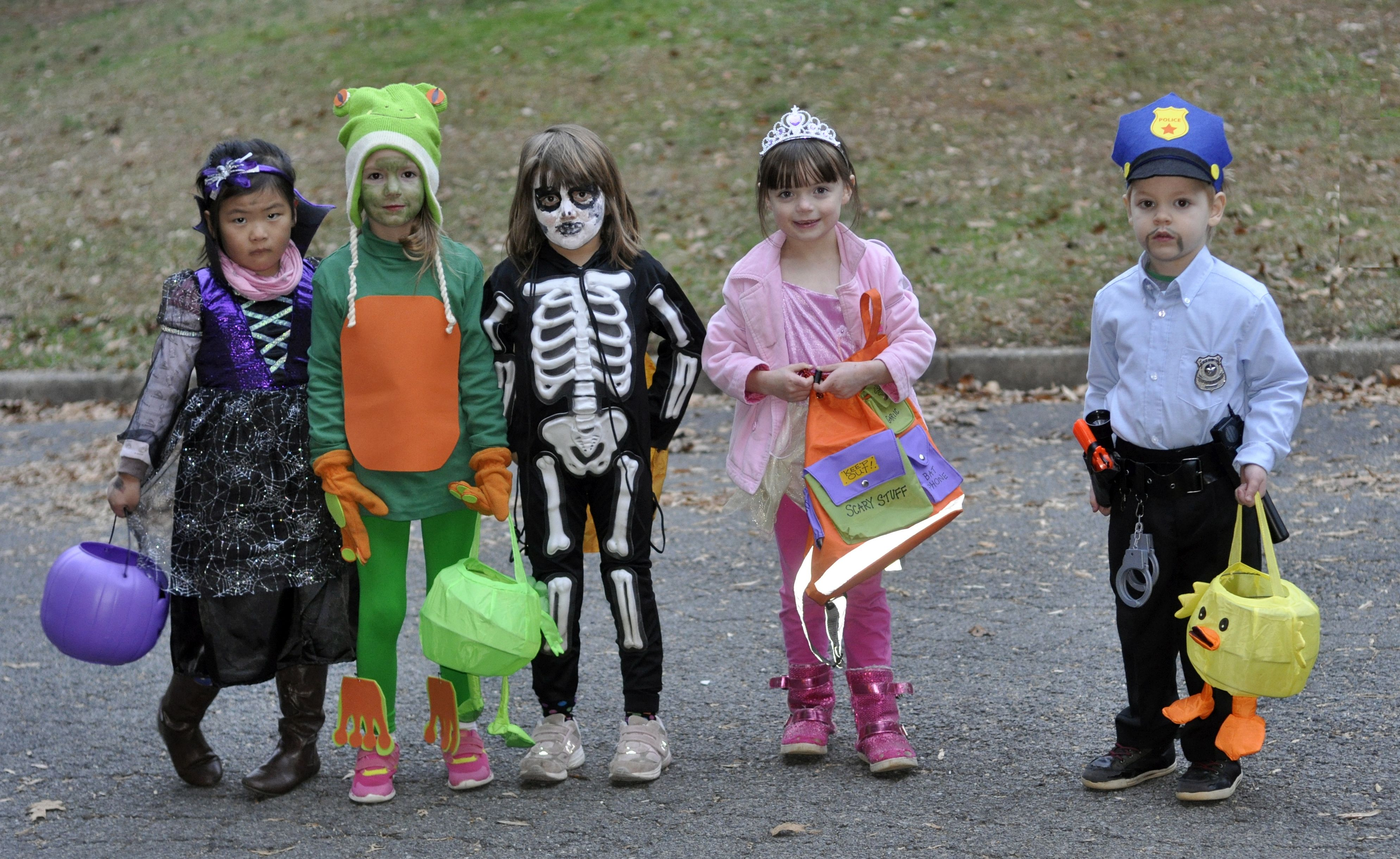
Halloweenowe kostiumy w Wirginii

### Scary farm
Młodzież i dzieci oprócz organizowania domowych imprez często odwiedza tzw. straszne farmy (ang. scary farm), czyli zaadaptowane na ten cel duże przestrzenie, gdzie tworzone są specjalne scenerie, wyglądające niczym wystrój planu filmów grozy, takich jak Nosferatu, Drakula, Frankenstein czy Mumia.

### Cukierek albo psikus

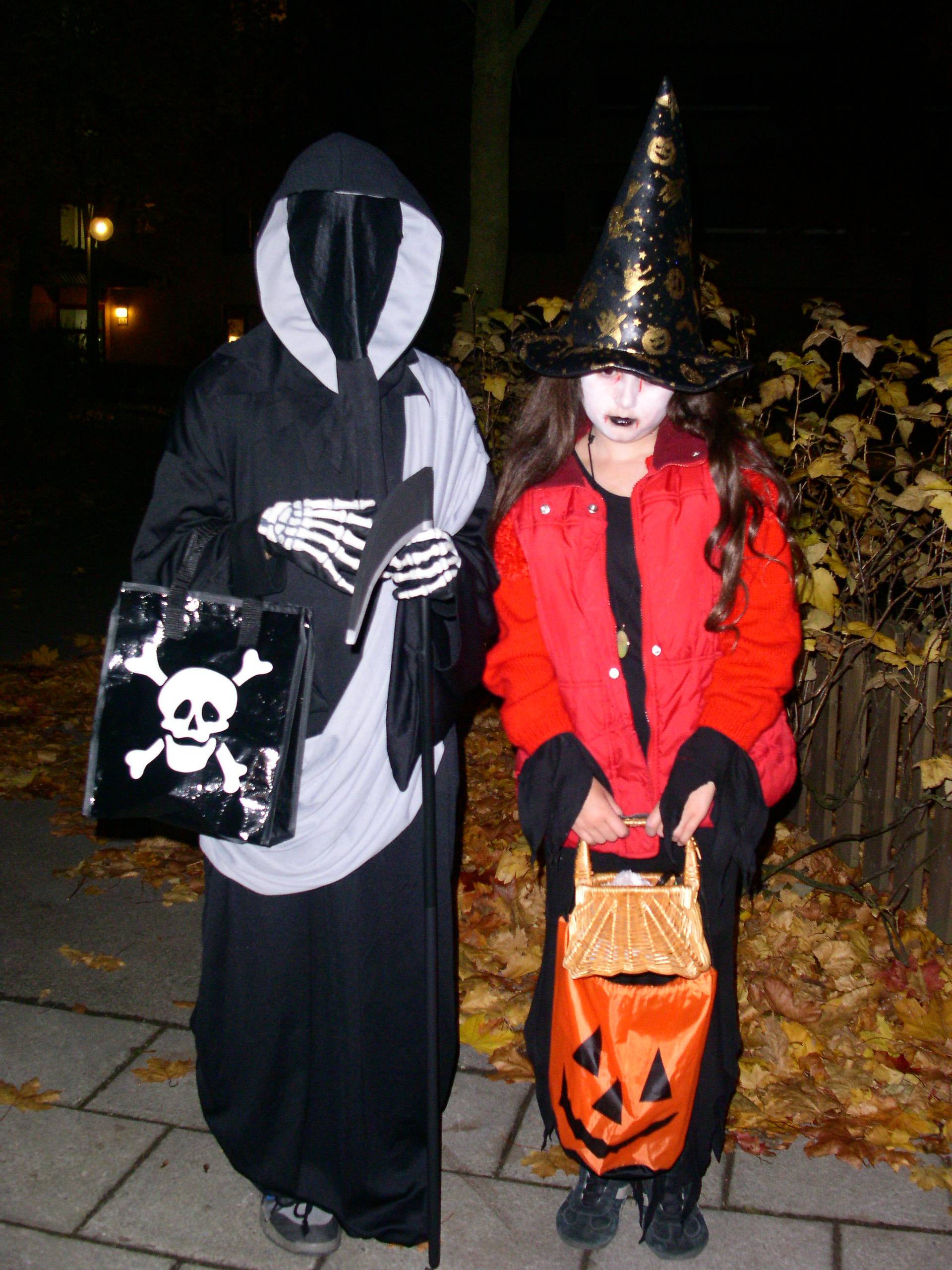
Cukierek albo psikus

Do zabaw w Halloween zalicza się także zabawa cukierek albo psikus (ang. trick or treat). Dzieci chodzą z pojemnikami na cukierki po okolicy i odwiedzają mieszkańców. Gdy ktoś nie chce dać cukierka, otrzymuje od dzieci w zamian psikusa.

### Apple bobbing
W tej zabawie należy bez użycia rąk ugryźć jedno z jabłek pływających w miednicy z wodą. Jabłko nieuszkodzone przy zabawie ma oznaczać szczęście w nadchodzącym roku.

### Inne zabawy
Halloweenowe zabawy to również przeskakiwanie przez świeczki, które są rozstawione w kole na ziemi. Świeczki, które nie zgasną, to szczęśliwe miesiące w przyszłym roku. Kolejna gra to wrzucanie orzecha do ogniska. Jeżeli orzech pęknie z trzaskiem, oznacza to odwzajemnioną miłość. Inną popularną zabawą jest zjadanie bez pomocy rąk wiszących na nitkach ciastek i owoców.
W ten dzień również istnieją różne formy wróżbiarstwa, np. wróżenie ze spodków, wróżenie z obierek jabłek.
W Halloween dzieci i dorośli przebierają się za potwory, takie jak wampiry, duchy czy czarownice. Kostiumy są również oparte na postaciach z telewizji. Pierwsze kostiumy na Halloween pojawiły się w 1930 roku, wtedy zwyczaj cukierek albo psikus (trick or treat) stał się popularny w Stanach Zjednoczonych. Dorośli urządzają pochody przez ulice miast.

## Symbole

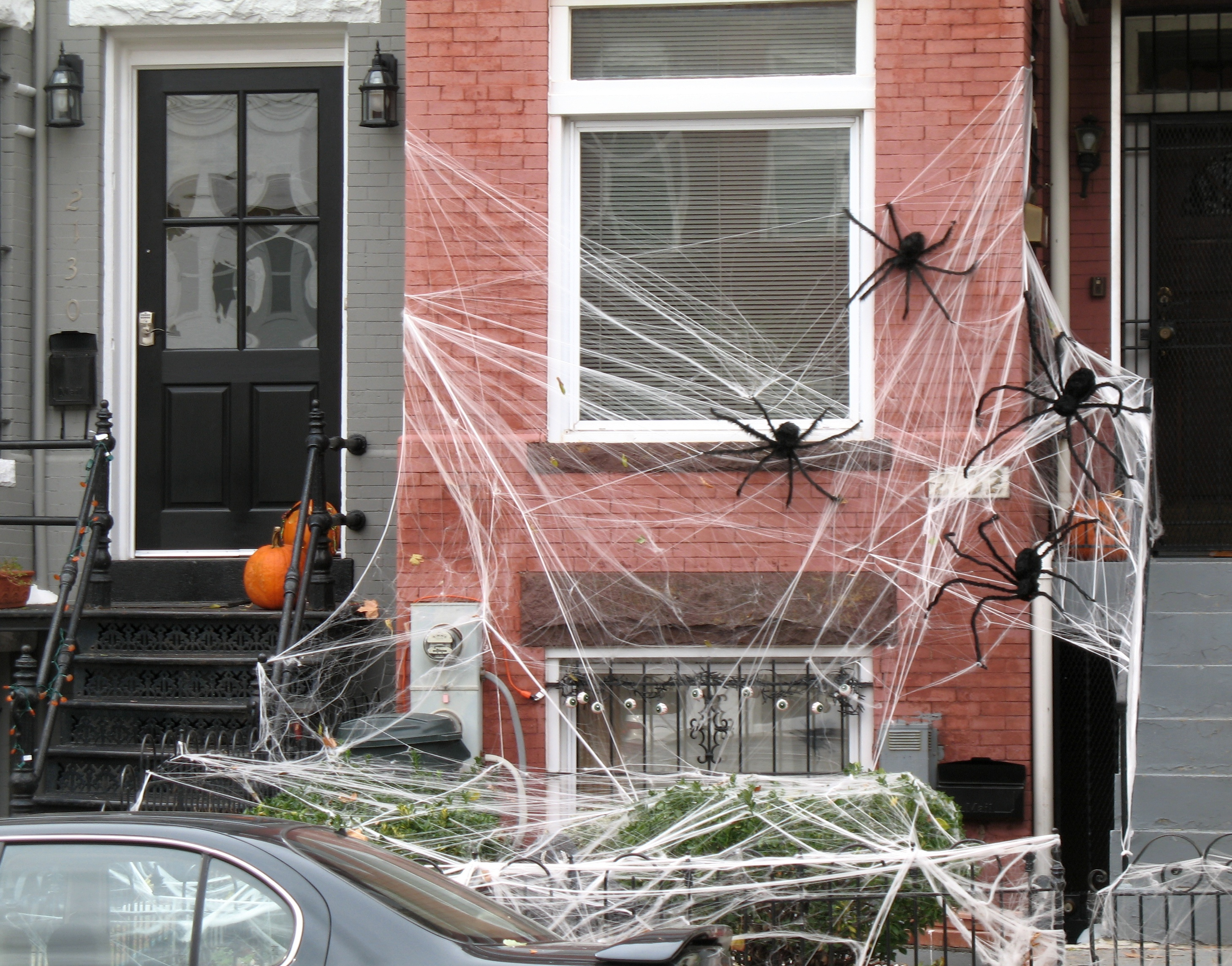
Dekoracja domu z okazji Halloween

W Irlandii obowiązuje zasada, że po 1 listopada nie zbiera się dzikich owoców, bo mogą być zatrute. W regionach Szkocji, Anglii, Walii i Irlandii sprząta się mieszkanie, gasi ogień pod kuchnią, a gospodynie wykładają jedzenie i napoje, po czym wszyscy idą spać.
Kolorami święta Halloween są czarny i pomarańczowy.

### Jack-o'-lantern
Jack-o'-lantern to halloweenowa lampa zrobiona z wydrążonej dyni. W środku wydrążonej dyni z wyciętymi otworami stawia się świecę. Z okazji święta Halloween tradycją stało się stawianie w oknie lub w drzwiach domostwa latarni.
Wydrążona dynia ze światełkiem w środku dla irlandzkich chłopów oznaczała błędne ogniki uważane za dusze tragicznie zmarłych. W czasie tajemniczych obrzędów miano uwalniać ludzkie dusze z ciał czarnych kotów i nietoperzy. Obecnie w wyeksponowanych miejscach domów umieszcza się wydrążone i podświetlone od wewnątrz dynie z wyciętymi kształtami różnych postaci oraz, w zależności od wyobraźni domowników, imitacje ludzkich czaszek, szkieletów, manekinów znanych postaci z horrorów itp.

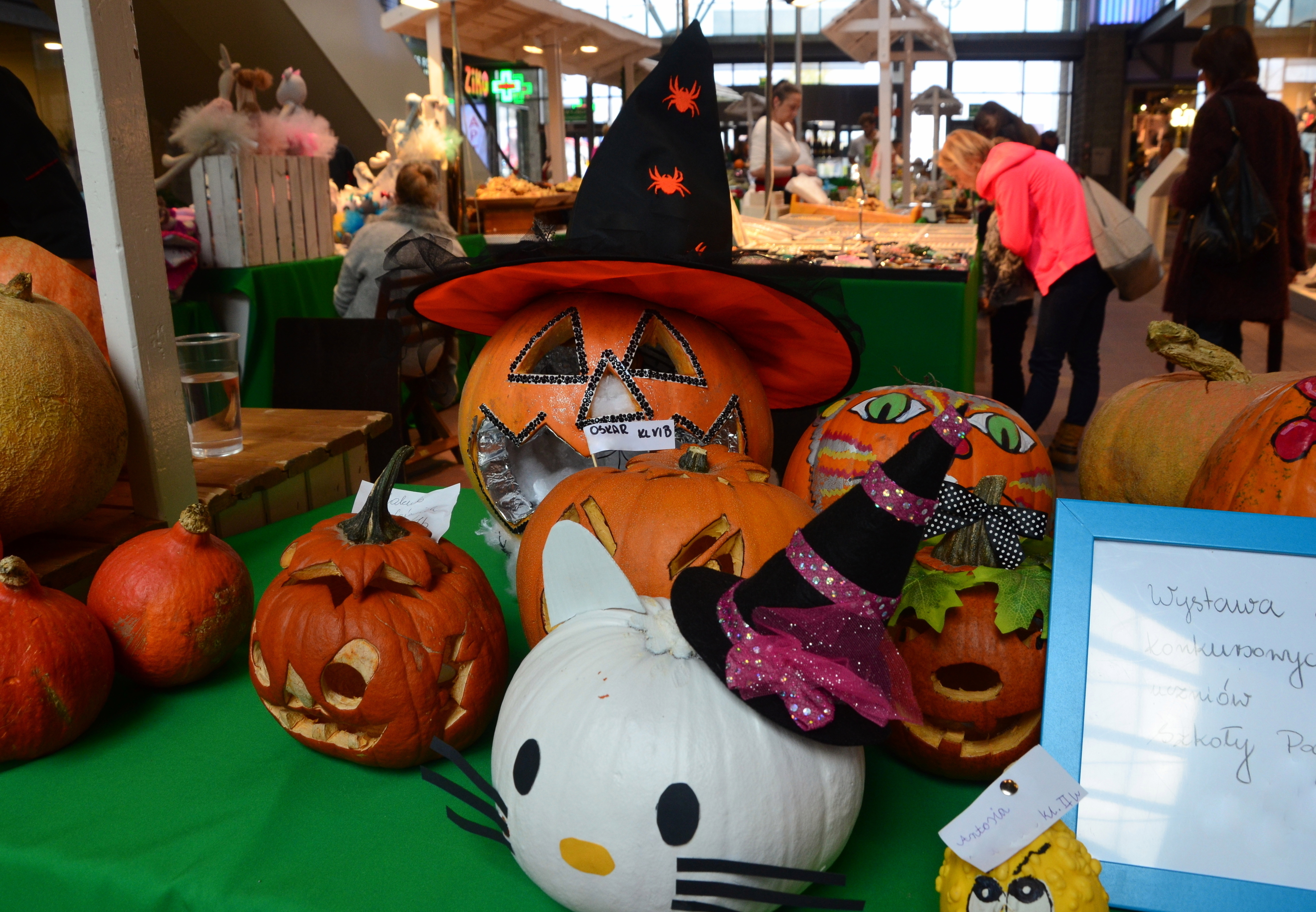
Prace konkursowe dzieci śląskich szkół podstawowych (2016)

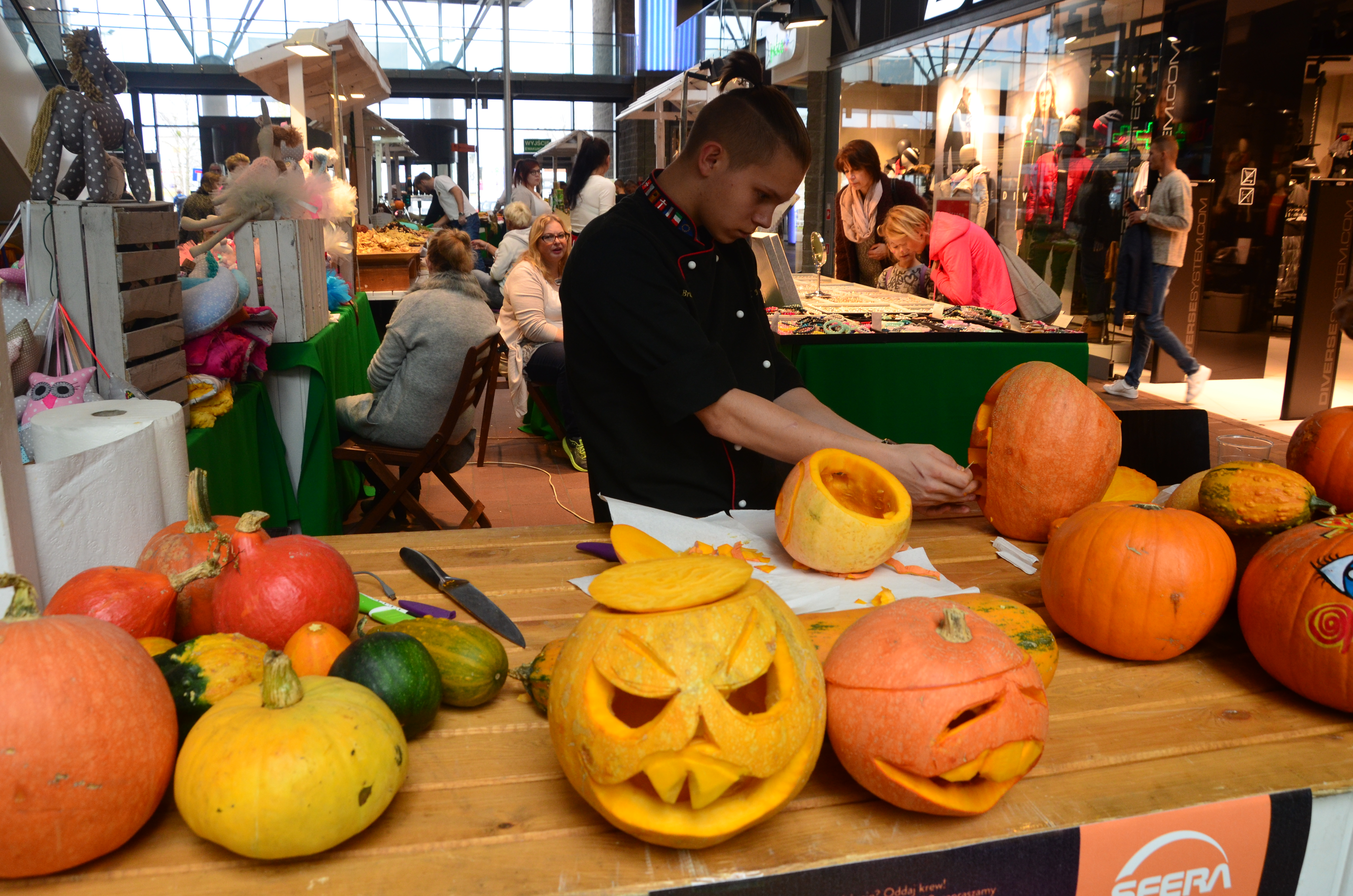
Kucharski pokaz przygotowania dekoracji z dyni (Bielsko-Biała, 2016)

## Kontrowersje
W związku z pogańską genezą tego święta Halloween spotyka się z krytyką ze strony części przedstawicieli Kościoła rzymskokatolickiego, prawosławnego, episkopalnego i luterańskiego, a także Świadków Jehowy.
Od obchodzenia Halloween w Polsce odcinają się również słowiańskie rodzimowiercze związki wyznaniowe – opowiadające się za kultywowaniem rodzimych zwyczajów, związanych z tradycją Dziadów.
Noc z 31 października na 1 listopada jest także ważnym świętem w Kościele Szatana, przez co niektórzy przedstawiciele Kościoła rzymskokatolickiego potępiają Halloween, wiążąc je z kultem Szatana.